# Veľký Inovec
Veľký Inovec je vrch na Slovensku, nejvyšší vrch Pohronského Inovce. Dosahuje nadmořské výšky 901 metrů. Vrcholová část je tvořena andezitovým bradlem. Jižní svahy padají strmě k Pohronské pahorkatině, směrem na sever přechází pozvolna po Lehotské planiny.
Z vrcholu jsou výhledy na Štiavnické vrchy směrem na jihovýchod a Pohronskou a Požitavskou pahorkatinu na jih. Západně od vrcholu leží turistická chata. Skály ve vrcholové části jsou využívány jako cvičné horolezecké terény.

## Přístup
- po červené  značce ze Zlatých Moravců nebo z Nové Baně
- po modré  značce z obce Veľká Lehota přes Inovecké sedlo
- po zelené  značce ze Staré Huty
- po žluté  značce z obce Tekovské Nemce nebo z rozcestí Breziny nad obcí Obyce